# Anode
Eine Anode (von griechisch ἄνοδος ánodos „Aufstieg“, wörtlich „Weg nach oben“) ist eine Elektrode, die beispielsweise aus einem Vakuum freie Elektronen aufnimmt oder aus einem Elektrolyten unter Elektronenaufnahme Anionen entlädt oder Kationen erzeugt, also Oxidationsreaktionen stattfinden lässt. Eine Anode entspricht somit einem Elektronenakzeptor bzw. verhält sich formal wie ein Oxidationsmittel.
Die Gegenelektrode der Anode ist die Kathode, an der reduzierende Prozesse ablaufen.
Anionen wandern zur Anode und Kationen zur Kathode.
Die Polarität einer Anode kann positiv oder negativ sein, wenn elektrochemische Vorgänge ablaufen, siehe unten.
In früheren Jahren wurde die Anode einer Röntgenröhre auch als Antikathode bezeichnet.

## Chemie

Anode aus Zink in einer galvanischen Zelle

In der Chemie, insbesondere der Elektrochemie, ist eine Anode unabhängig von deren Polarität jene Elektrode, an der eine Oxidationsreaktion stattfindet: Elektronen werden aus der chemischen Reaktion aufgenommen und über den elektrischen Anschluss abgegeben. Eine elektrochemische Reaktion findet immer an der Phasengrenze zwischen einer Elektrode und einer Elektrolytlösung, einem ionenleitenden Feststoff oder einer Schmelze statt. Daher ist z. B.
- bei der Elektrolyse die Anode die positive Elektrode,

da in der Elektrolyse elektrische Energie aufgenommen wird. Bei der Galvanik wird an der Anode das Metall aufgebracht, beispielsweise Kupfer oder Nickel, da auch dabei elektrische Energie aufgenommen wird.
- Bei elektrochemischen Elementen wie z. B. einer Alkali-Mangan-Zelle, die ein Primärelement darstellt und elektrische Energie abgibt, finden die Oxidationsvorgänge an der negativen Elektrode statt, d. h. in diesem Fall ist die Anode die negative Elektrode.

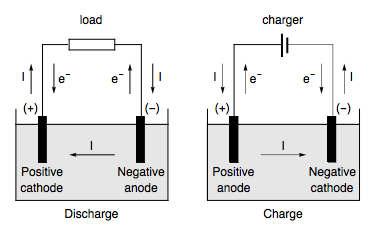
Sekundärzelle: elektrischer Strom (I) und Elektronenfluss (e^{-}) beim Entladen (links) und beim Laden (rechts), Beschriftungen auf Englisch

Bei wiederaufladbaren Sekundärelementen, auch als Akkumulator bezeichnet, kann dieselbe Elektrode je nach Stromrichtung als Anode oder Kathode arbeiten:
- bei der Entladung ist die Anode die negative Elektrode (prinzipiell ähnlich zum Primärelement bzw. einer Batterie)
- bei der Ladung ist die Anode die positive Elektrode (prinzipiell ähnlich zur Elektrolyse).

Daher sollte zur eindeutigen Bezeichnung der Anschlüsse eines Akkumulators die Polarität (positiv oder negativ) der Elektroden verwendet werden, da diese unabhängig vom Zustand der Ladung oder Entladung ist.
Opferanoden aus einem relativ unedlen Metall dienen in verschiedenen Anwendungen als aktiver Korrosionsschutz, wobei sie selbst aufgelöst werden.

## Elektrotechnik

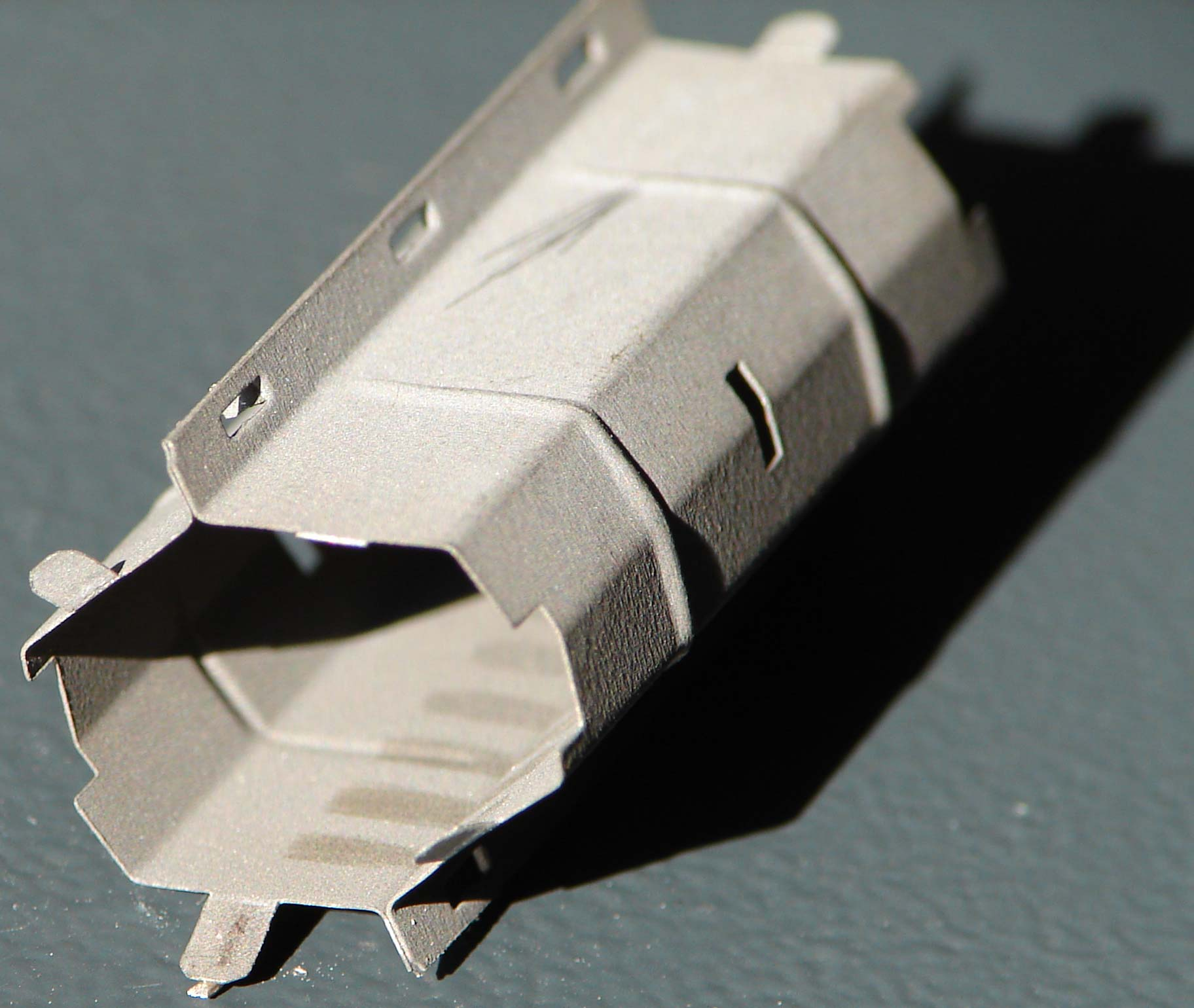
Anode aus einer Elektronenröhre

In der Elektrotechnik ist die Anode eine Elektrode einer Elektronenstrahlröhre, Leuchtstofflampe, Diode, Brennstoffzelle, Bleiakkumulator und so weiter.
Dabei ist die Anode die Elektrode, an der Elektronen vom umgebenden Medium (Elektrolyt, Vakuum, Silizium) auf die Elektrode übergehen und dann durch den außen liegenden elektrischen Stromkreis zur Kathode fließen. Da sich die Bezugsrichtung für den Stromfluss auf positive Ladungsträger bezieht und damit der Bewegungsrichtung von Elektronen entgegengerichtet ist, fließt also der Strom im äußeren Stromkreis von der Kathode zur Anode. Innerhalb des betrachteten Bauteils fließt der Strom von der Anode zur Kathode; der Stromkreis ist geschlossen.
Diese Aussage hat nichts damit zu tun, ob das Potential der Anode höher oder niedriger als das Potential der Kathode ist (mit anderen Worten: ob die Spannung von Anode zu Kathode positiv oder negativ ist). Dafür gibt es die Begriffe Pluspol und Minuspol; dabei ist das Potential des Pluspols immer größer als das Potential des Minuspols. Daher ist die Spannung vom Pluspol zum Minuspol immer größer als null. Damit geben Pluspol und Minuspol die Spannungsrichtung an, während Anode und Kathode mit der Stromrichtung einhergehen.
Bei Bauteilen, bei denen die Anode positive Spannung gegenüber der Kathode aufweist, wird elektrische Energie in eine andere Energieform (Wärme, chemische Energie, …) gewandelt, z. B. bei einer Röhrendiode, einer Kathodenstrahlröhre oder einem Akkumulator, der geladen wird.
Bei Bauteilen, bei denen die Anode negative Spannung gegenüber der Kathode aufweist, wird elektrische Energie auf Kosten einer anderen Energieform (z. B. chemischer Energie) an den äußeren elektrischen Stromkreis abgegeben, z. B. bei einer Brennstoffzelle oder einem Akkumulator, der entladen wird.

## Geschichte
Zur Namensgebung durch Michael Faraday siehe faradaysche Gesetze.